# Immeubles aux 3-5, rue Bossuet de Nantes
Les immeubles situés aux numéros 3 et 5 de la rue Bossuet à Nantes, en France, furent bâtis au XVe siècle et ont été inscrits au titre des monuments historiques en 1954.

## Historique
Le bâtiment est inscrit au titre des monuments historiques par arrêté du 15 mai 1954.